# Mor Thiam
Mor Thiam, właściwie Mor Dogo Thiam (ur. 22 maja 1941 w Dakar, Senegal) – senegalski perkusista jazzowy pochodzący z Dakaru. Jest Dogonem, ojcem muzyka hip-hopowego i R&B Akona. Jego nazwisko, Thiam, oznacza historyk, a tradycją w jego rodzinie jest opowiadanie historii senegalskich Wolofów za pomocą bębnów.

## Dyskografia
Opracowano na podstawie AllMusic:
- Dini Safarrar (Drums Of Fire) (1973)
- Same Space (razem z Hamietem Bluiettem i D. D. Jacksonem) (1998)
- Join Us (razem z Hamietem Bluiettem i D. D. Jacksonem) (1999)
- Back to Africa (1999)